# 淺井亮政
淺井亮政（淺井勝政），（1491年（延德3年）—1542年1月21日（天文11年1月6日）），日本戰國時代的戰國大名，是北近江的戰国大名淺井家第一代家督，淺井直種之子，娶同家嫡流淺井直政之女蔵屋並過繼當養子而繼成了淺井宗家，別名新三郎、備前守(通稱)。

## 與京極氏的鬥爭與支配
淺井家原本是京極家的家臣。
當時的北近江守護京極高清有意將家督之位讓給次男京極高吉，而京極家家中的家臣亮政與淺見貞則則一同支持高清長男京極高延(高廣)繼位，因此與高清有了很嚴重的對立。後來亮政與貞則以擁立嫡長子高延為號召糾集了北近江支持高延的豪族們將原主君高清和其次子高吉、支持次子繼位之京極家重臣，如上坂信光等人放逐至尾張，成功擁立京極高延為新當主，與貞則一同成了高延信任的左右手。
之後，被放逐的京極兩父子則多次發動以對抗亮政為主的土一揆，而原本與亮政同一陣線的淺見貞則竟也在此時倒戈支持被放逐的京極父子倆。而此次亮政再次打著捍衛京極家的名號放逐貞則並且更進一步地參加並成為國人一揆的盟主、打著正統京極家的名號排除異己，鞏固淺井家在北近江的地位，並逐漸掌握了京極家的實權。

## 與六角家的對立
由於亮政在北近江建構了屬於自己的勢力並且也開始向南近江進軍(當然還是打著京極家的名號)，而引起了南近江守護六角定賴的不滿而與之對立。六角家為近江源氏佐佐木氏的嫡流，相對於身為佐佐木氏支流出身的京極氏更顯得高貴。而此時期的六角家受室町幕府足利將軍之庇護而常干預亮政在近江的擴充領地行為，使與六角家的對立上，京極家(淺井家)一直處於不利的局面。

## 京極氏的和解與再對立
由於不滿亮政的專權與自己一度被傀儡化的京極家當主高延與父親高清和解，並首先由原京極家重臣上坂氏聯合反亮政的國人眾一同與亮政對抗，而此時的亮政還陷於與六角家的爭鬥當中，根本無力與京極家爭鬥。而在天文3年（1534年），京極高清、京極高延、京極高吉父子三人與亮政和解，亮政在小谷城開設京極丸，給他們父子居住並供應其所需，有了一段短暫的和平。
然而，在天文10年(1541年)，京極高延又再次發起了對亮政的反旗。這個時候已50歲的亮政還來不及解決與京極家長期的鬥爭問題便在隔年天文11年(1542年)1月6日病逝。
死後，亮政嫡子久政與其女婿兼養子田屋明政為了新任家督的繼承權起了爭執，明政與京極高延結盟一同攻打久政，而久政則對六角家表示臣服。